# O.S.T.R.
O.S.T.R., właśc. Adam Andrzej Ostrowski (ur. 15 maja 1980 w Łodzi) – polski raper, autor tekstów, freestyle’owiec, kompozytor, producent muzyczny, inżynier dźwięku i skrzypek. Sześciokrotny laureat Fryderyka. Poza działalnością solową występował w zespołach Tabasko, Skill Mega, Killing Skills, Beat Brothers, Obóz TA, LWC i POE. Przez szereg lat związany z oficyną Asfalt Records, od 2024 roku wydaje w własnej wytwórni Tabasko Nagrania.
Z dorobkiem ponad 415 tysięcy sprzedanych płyt należy do najpopularniejszych wykonawców hip-hopowych w historii polskiego rynku muzycznego. W maju 2024 roku suma wydawnictw jego projektów wyniosła czterdzieści jeden, co stanowi drugi wynik po Tede.
W 2011 został sklasyfikowany na 4. miejscu listy 30 najlepszych polskich raperów według magazynu Machina. Rok później w kolejnym rankingu tegoż pisma został wybrany najlepszym polskim producentem hip-hopowym. W styczniu 2014 został wybrany artystą dekady w plebiscycie WuDoo i Hip-hop.pl.
Współpracował ponadto m.in. z wykonawcami, takimi jak: AbradAb, SOFA, Warszafski Deszcz, Hades, Michał Urbaniak, Tede, Fokus, DJ Deszczu Strugi, DonGURALesko, Fu, Pezet, Sistars oraz Slums Attack.

## Życiorys

### Wczesne lata
Urodził się 15 maja 1980 roku w Łodzi, jest jedynym dzieckiem Barbary i Marka Ostrowskich. Wychowywał się w dzielnicy Bałuty w rodzinie o tradycjach muzycznych. Jego matka, profesor zwyczajny sztuk muzycznych, związana jest od lat 70. XX w. z Akademią Muzyczną w Łodzi.
W wieku trzech lat podjął naukę gry na skrzypcach, a w młodości brał udział w konkursach muzycznych. Ukończył Akademię Muzyczną w Łodzi w klasie skrzypiec pod kierownictwem prof. Iwony Wojciechowskiej. Czasem dorabiał na ulicach, grając na skrzypcach.

### Kariera muzyczna

#### 1997–2002
Pierwsze próby związane z muzyką hip-hop rozpoczął w wieku 12 lat, przy pomocy radiomagnetofonu „Kasprzak”. Dwa lata później założył z przyjaciółmi grupę muzyczną BDC (Brigade De Combat), później przekształconą w LWC, w której występował z raperami: Ahmedem, Mussim, Celo, Janem „Jankiem/Wygą” i Piotrem „Kasiną” Kasińskim. Grupa zagrała pierwszy koncert w październiku 1998 w łódzkim klubie „Riff Raff”, a w 1999 wydała nielegal pt. Dwie strony historii. Nagrali też epkę pt. Katharsis. Niedługo później zespół został rozwiązany.
W międzyczasie nagrał i wydał swój pierwszy, solowy nielegal pt. Epidemia 99. Następnie, za namową Spinache’a i CeZeta dołączył do formacji Obóz TA i nagrał wersy na debiutancki album zespołu pt. Obóz TA, który ukazał się w lipcu 2000. W międzyczasie zarejestrował kolejny, solowy materiał, który ukazał się w 2000 na kasecie pt. Saturator. Również w 2000 gościł na albumach Familia H.P. (Sprawdź sytuację), Reda (Red’s Bobyahedz: Odyseya 1) oraz Thinkadelic (Obiecana ziemia).
W 2001 wydał oficjalny, debiutancki album pt. Masz to jak w banku nakładem wytwórni muzycznej Asfalt Records. Materiał promował teledyskiem do utworu „Ile jestem w stanie dać”, sam album sprzedał w nakładzie 2500 sztuk. Wcześniej do sprzedaży trafiła kompilacja  Blokersi promująca film dokumentalny Sylwestra Latkowskiego pod tym samym tytułem, w którym wykorzystano m.in. pochodzący z debiutu Ostrowskiego utwór „A.B.C.” oraz nagrany wraz z Redem numer „Pokaż mi to!”. W międzyczasie została wydana także składanka Robię swoje 2, na której znalazł się utwór O.S.T.R.-a „Szczerze” nagrany wraz ze Spinachem. W kwietniu 2002 ukazał się jego freestyle’owy mixtape pt. 30 minut z życia, który nagrał w warunkach domowych w ciągu pół godziny. Początkowo wydany w zaledwie kilkunastu egzemplarzach, ostatecznie ukazał się w limitowanym do 2000 sztuk nakładzie. Następnie raper gościł na albumie producenckim Reda pt. Al-Hub. 24 czerwca wydał drugi, oficjalny album studyjny pt. Tabasko, który przysporzył mu pierwszy sukces komercyjny, sprzedając się w nakładzie 4000 egzemplarzy. Płyta dotarła do 29. miejsca listy OLiS oraz otrzymała nominację do nagrody polskiego przemysłu fonograficznego Fryderyka. Wydawnictwo było promowane singlem „Kochana Polsko”, który dotarł do 10. miejsca Szczecińskiej Listy Przebojów Polskiego Radia (SLiP). W ramach promocji do utworu powstał również wideoklip, który nagrał w Krakowie. Równolegle powstał nieformalny zespół Tabasko, w którego skład (poza Ostrowskim) weszli Kochan i DJ Haem. Po premierze płyty wystąpił gościnnie na płytach: Afirmacji (Przełom), duetu Vienio i Pele (Autentyk), Familii H.P. (Miejskie wibracje) oraz Rahima (Experyment: PSYHO). 27 października 2002 wziął udział w koncercie Dzień Kotana na Placu Defilad w Warszawie poświęconym pamięci zmarłego działacza społecznego i założyciela ośrodka dla osób uzależnionych Monar Marka Kotańskiego. Pod koniec roku gościł na albumach M.Bunio.S pt. Historie + R oraz duetu WhiteHouse pt. Kodex w utworze „Na raz”. Promowana teledyskiem piosenka dotarła do 19. miejsca SLiP.

#### 2003–2004
Na początku 2003 rapował na albumach: Spinache’a (Za wcześnie) i Eudezet Allstars (Mixtape vol.1) oraz nielegalu Tedego pt. Volumin II: George W. Buhh wydanego pod pseudonimem DJ Buhh. Następnie wystąpił na płytach: zespołu Peji Ski Skład – Wspólne zadanie, DJ-a Decksa – Mixtape Vol. 3, Sistars – Siła sióstr oraz Sweet Noise – Revolta. Ponadto jako producent nawiązał współpracę z Eisem, dla którego wyprodukował utwór „Box i kox” na płytę pt. Gdzie jest Eis? oraz z zespołem Fenomen, dla którego wyprodukował dwa utwory na wydawnictwo pt. Sam na sam. Pod koniec 2003 wydał dwupłytowy album studyjny pt. Jazz w wolnych chwilach, za który otrzymał dwie nagrody „Ślizgery” w kategoriach Album roku i Osobowości roku. Materiał uplasował się na 14. miejscu najpopularniejszych płyt w Polsce. Wydawnictwo zostało poprzedzone premierami teledysków do utworów „Początek” i „Rap po godzinach”. Cieszące się popularnością piosenki były notowane na Szczecińskiej Liście Przebojów Polskiego Radia, odpowiednio na 4. i 22. miejscu. Również w 2003 wraz z licznymi przedstawicielami krajowej sceny hip-hopowej pojawił się na składance JuNouMi Records EP Vol. 3 (solowy utwór „Witaj w 2003” oraz nagrana z DJ-em Feel-X-em i Frenchmanem piosenka „Coś nie tak”), a także na kanwie popularności muzyki hip-hopowej w Polsce jeden z jego utworów – „Kochana Polsko” – trafił na komercyjną kompilację przebojów różnych wykonawców pt. VIVA Hip Hop Vol. 2. Wystąpił ponadto na albumie Emade pt. Album producencki w promowanym teledyskiem utworze „Niebo”.
W 2004 wydał album pt. Jazzurekcja, którego premierę poprzedziły teledyski do utworów „Odzyskamy hip-hop” oraz „Komix”. Piosenki zyskały pewną popularność, plasując się w obydwu przypadkach na 25. miejscu Szczecińskiej Listy Przebojów. Pierwsza z piosenek trafiła ponadto na 6. miejsce zestawienia telewizyjnej audycji 30 ton – lista, lista przebojów, emitowanej na antenie TVP2. Z kolei sam, wyróżniony nominacją do Fryderyka album, dotarł do 5. miejsca listy OLiS. Materiał został wyróżniony także nominacją do Superjedynki, nagrody przyznawanej w ramach Krajowego Festiwalu Piosenki Polskiej w Opolu. W 2004 artysta uzyskał nominację do Paszportu „Polityki” nagrody kulturalnej przyznawanej przez czasopismo „Polityka”. Wcześniej wyprodukował dwa utwory na minialbum Familii H.P. – Kilka słów wyjaśnień. Następnie gościł na płytach: Fusznika (Wrodzony instynkt) i duetu WhiteHouse (Kodex 2: Proces), a także wyprodukował także po jednym utworze na albumy: Mor W.A. (Dla słuchaczy), Tedego (Notes) oraz Afrontu (A miało być tak pięknie). Również w 2004 w trakcie pobytu w Bournemouth w Anglii poznał DJ-a Roda Dixona, który zaprosił go do współpracy przy nowo powstałym projekcie Skill Mega. Dołączył do składu jako producent muzyczny czego efektem był wydany w sierpniu minialbum pt. Bitter Blocker. Pod koniec roku do sprzedaży trafiła kontynuacja drugiego albumu WhiteHouse pt. Kodex 2: Suplement, na której znalazł się utwór „Powietrze” ze zwrotkami Ostrowskiego, a także jego remiks tej piosenki. W grudniu ukazał się album DJ-a 600V pt. Style (operacja zrób to głośniej) z gościnnym udziałem Ostrego w utworze „Nie mamy czasu nawet myśleć”.

#### 2005–2006

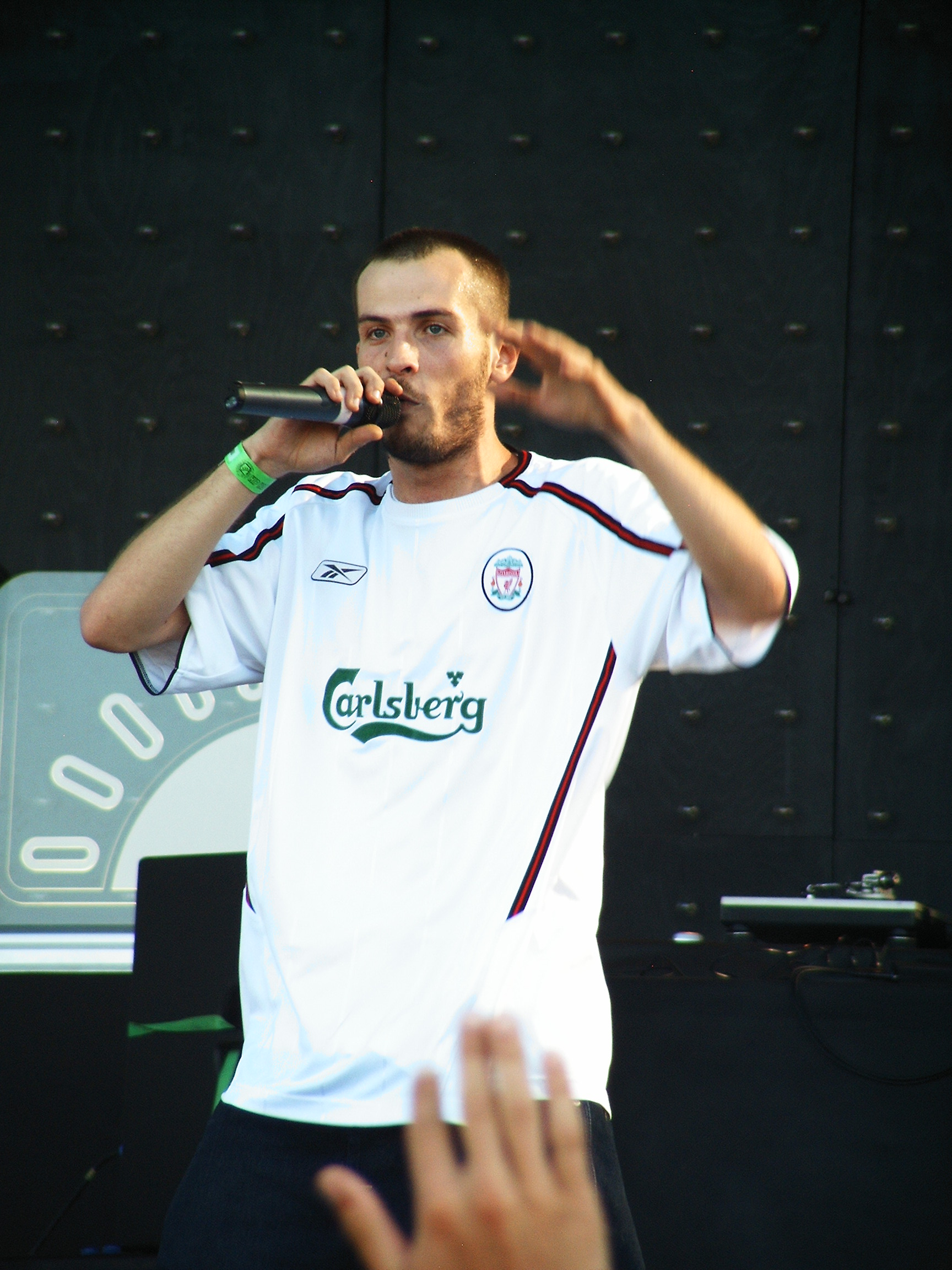
O.S.T.R., 2006

W międzyczasie podjął także współpracę z producentem muzycznym Emade, z którym pod nazwą POE nagrał wydany 23 maja 2005 album Szum rodzi hałas. W ramach promocji płyty do utworów „Wiele dróg” oraz „Nie potrafię gwizdać/Kochaj żyć” zostały zrealizowane teledyski. Wcześniej, w styczniu 2005 roku raper gościł na albumie zespołu Endefis – Być albo nie być. Natomiast w lutym 2005 roku ukazała się składanka 12 ławek promująca pierwszy polski musical hip-hopowy pod tym samym tytułem. Na płycie znalazł się utwór rapera pt. „Polska, kraj, ojczyzna” będący remiksem piosenki „Kochana Polsko”. Później Ostrowski na potrzeby singla Fisza i Envee’ego Kryminalny bluez przygotował remiks utworu „Miłość”. Natomiast w kwietniu do sprzedaży trafił debiutancki album znanego z występów Wzgórze Ya-Pa 3 Wojtasa – Moja gra, na którym znalazł się wyprodukowany przez Ostrowskiego utwór „Wiara w ludzi”. Następnie O.S.T.R. wziął udział w ogólnopolskiej trasie koncertowej „RBK Hip Hop Tour 2005”. Zwieńczeniem występów była kompilacja U ciebie w mieście 2, na której poza utworem tytułowym nagranym przez Ostrowskiego, a także m.in. Pezeta, Ero i Fostera znalazła się solowa kompozycja muzyka – „Krótki kawałek o wydawaniu”. Promowana teledyskiem piosenka tytułowa dotarła do 47. miejsca SLiP. Tego samego roku w Muzycznym Studiu Trójki im. Agnieszki Osieckiej wystąpił podczas specjalnego koncertu wraz z grupą muzyczną SOFA. Koncert był retransmitowany na antenie Programu III Polskiego Radia oraz zarejestrowany i wydany w 2007 na płycie pt. Trójka Live!. Również w 2005 roku do sprzedaży trafiły kompilacje różnych wykonawców Road Hip Hop 2005 i Czarny piątek Vol. 1 – Polski beat, na których znalazły się odpowiednio utwory „Nie napisze” oraz „Nie lubię poniedziałków” i „Rap po godzinach”. Jesienią O.S.T.R. gościł ponadto na albumach IGS-a (Na klucz), Projektantów (Mamy to we krwi!) oraz Mil Mnóstwo (Chomik wypchany papierkami od gum do żucia). Natomiast pod koniec roku ukazał się trzeci album zespołu Michała Urbaniaka Urbanator pt. Urbanator III z gościnnym udziałem O.S.T.R.-a. Muzyk wystąpił wraz z Miką Urbaniak w utworze „J.A.Z.Z.”, który był singlem promującym tę płytę i w utworze „Mike Out”.
24 lutego 2006 wydał album pt. 7, do którego zrealizował dwa teledyski: „O robieniu bitów” i „Więcej decybeli, by zagłuszyć…” nominowany do nagrody stacji muzycznej MTV w kategorii Najlepszy polski teledysk. Nominowane do Fryderyka wydawnictwo uplasowało się na 2. pozycji notowania OLiS. Pierwszy z utworów cieszyła się popularnością w kraju uplasowawszy się na 26. miejscu SLiP oraz 8. miejscu zestawienia „30 ton – lista, lista przebojów”. Wcześniej raper wystąpił na wydanej w styczniu płycie producenta Metro – Antidotum EP. Po premierze 7 muzyk udał się w trasę koncertową. Raper wystąpił w Warszawie, Krakowie, Łodzi, Szczecinie, Opolu, Tarnowie, Katowicach, Zielonej Górze, Rzeszowie i Lublinie. Ponadto płyta uzyskała w internetowym plebiscycie portalu Hip-Hop.pl i audycji WuDoo tytuł „polskiej płyty hiphopowej roku 2006”. Również w lutym O.S.T.R. otrzymał przyznaną po raz pierwszy nagrodę Polskiego Radia Bis Biser 2005 w kategorii Najlepsza energia na koncercie. Następnie raper wziął udział w trasie koncertowej RBK Hip Hop Tour, której ponownym zwieńczeniem była składanka, tym razem pt. RBK Hip Hop 2006. 25 maja tego samego roku odbyła się premiera filmu Z odzysku w reżyserii Sławomira Fabickiego, w którym Ostrowski zagrał epizodyczną rolę. W ramach promocji obrazu Ostrowski nagrał promowaną teledyskiem piosenkę pod tym samym tytułem. Z kolei latem do sprzedaży trafiła składanka  Made in Łódź  z utworem rapera pt. „Znak zapytania”. W październiku zwrotka rapera znalazła się w utworze „Plastik”, który trafił na album Fisza i Emade – Piątek 13. Także w 2006 roku muzyk wystąpił w dubbingowanej roli polskiej adaptacji francuskiego serialu animowanego Ziomek. Na potrzeby promocji produkcji O.S.T.R. wraz z Donguralesko i Sokołem nagrał piosenkę pod tym samym tytułem. Do utworu został zrealizowany także teledysk. Sama kompozycja znalazła się ponadto na wydanej pod koniec roku kompilacji Prosto Mixtape Deszczu Strugi.

#### 2007–2010

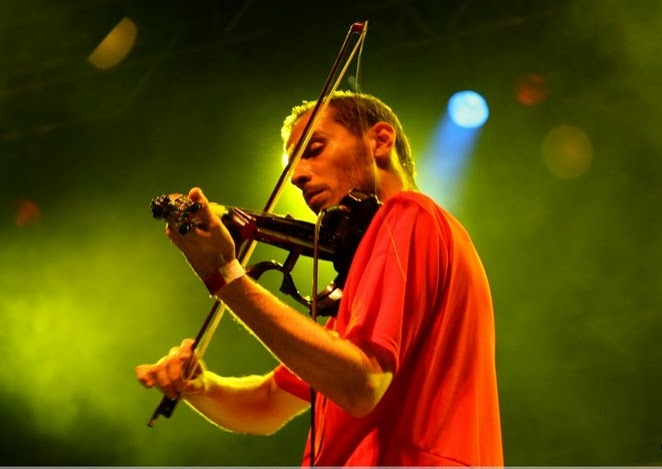
O.S.T.R., 2010

W styczniu 2007 premierę miał album Metro pt. Metro 45's, zawierający m.in. utwór „Bestia” z gościnnym udziałem Ostrowskiego. 23 lutego wydał swój ósmy album studyjny pt. HollyŁódź, w którym gościnnie wzięli udział m.in. członek Skill Mega – Daniel Dan Fresh, zespół Afront i Zeus. Nagrania dotarły do 2. miejsca zestawienia OLiS. Materiał był promowany singlem „Brother on the Run”, z gościnnym udziałem amerykańskiego rapera Craiga G, do którego zrealizowany został również animowany teledysk. Później O.S.T.R. gościł na albumie Bakflip – Ke Ke Ke, a także wyprodukował utwór „Standard” na solowy debiut Jędkera Realisty – Czas na prawdę. Następnie w maju ukazał się drugi album zespołu Skill Mega pt. Normal Magic. W czerwcu Ostrowski gościł na płycie Waves pt. Tru Luv 4 Music. Natomiast w październiku wystąpił w produkcji WhiteHouse – Kodex 3: Wyrok oraz przygotował remiks utworu „Magic” na album Baatin – Marvelous Magic. W maju 2007 płyta HollyŁódź uzyskała status złotej płyty, sprzedając się w nakładzie 15 tys. egzemplarzy. Wcześniej nagrania zostały wyróżnione nominacją do Fryderyka. 18 stycznia 2008 ukazał się promowany teledyskiem singel „1980” z gościnnym udziałem Sadata X z Brand Nubian, zwiastujący dziewiąty album rapera pt. Ja tu tylko sprzątam. Wydawnictwo trafiło do sprzedaży 22 lutego. Gościnnie w nagraniach albumu wzięli również udział m.in. El da Sensei (The Artifacts), Brother J (X-Clan) oraz Cadillac Dale. Nagrania dotarły do 1. miejsca zestawienia OLiS i zostały wyróżnione statusem złotej płyty, sprzedając się w nakładzie 15 tys. egzemplarzy. Płyta była także nominowana do Fryderyka. Na początku roku do sprzedaży trafił także nielegal zespołu Projektanci pt. Braterstwo krwi, na który Ostrowski wyprodukował pięć utworów, a także zarapował w „To słychać!”. Następnie gościł na albumie zespołu Bakflip (12 nędznych ludzi) i solowej produkcji Repsa (The Saga Of A Peaceful Man). Kolejnym singlem z płyty Ja tu tylko sprzątam była kompozycja „Jak nie ty, to kto?”, do której również powstał wideoklip. Obraz ten otrzymał dwie nagrody na festiwalu Yach Film w kategoriach Grand Prix i Najlepszy wideoklip hip-hopowy. Do końca roku Ostrowski wystąpił gościnnie ponadto na płytach: DJ Decks (Mixtape 4), Molesta Ewenement (Molesta i kumple), Fokus (Alfa i omega) oraz PMM (Polski mistrzowski manewr). Wyprodukował również album Grand Agent pt. Adult Contemporary.
27 lutego 2009 został wydany kolejny album artysty pt. O.C.B., na którym wystąpił m.in. Keith Murray z formacji Def Squad. Promowana teledyskiem do utworu „Po drodze do nieba” płyta dotarła do 2. miejsca polskiej listy przebojów (OLiS). Pięć dni po premierze album uzyskał status złotej płyty, sprzedając się w nakładzie 15 tys. sztuk. W tym czasie pojawił się gościnnie na płytach: duetu WhiteHouse (Poeci) i zespołu Ortega Cartel (Lavorama). We wrześniu wydał album zarejestrowany z duetem Skinny Patrini pt. Galerianki, stanowiący ścieżkę dźwiękową do filmu pod tym samym tytułem. Także we wrześniu na rynku ukazał się materiał pt. Podostrzyfszy..., który w roli producenta nagrał we współpracy z zespołem Warszafski Deszcz. Wydane na płycie winylowej nagrania ukazały się jedynie w 400 egzemplarzach. W międzyczasie do sprzedaży trafił album Numera Raz pt. Ludzie, maszyny, słowa, na którym znalazły się trzy utwory wyprodukowane przez Ostrego. Gościł ponadto na albumie Te-Trisa pt. Dwuznacznie. Pod koniec listopada 2009, z okazji piątej rocznicy wydania Jazzurekcji (2004), do sprzedaży trafiło dwupłytowe wydawnictwo Jazzurekcja: Addendum. Na albumie znalazły się m.in. niepublikowane wcześniej, alternatywne wersje piosenek i utwory instrumentalne. Z kolei w grudniu ukazały się albumy TPWC pt. To prawdziwa wolność człowieka i W2B pt. Scyzorak turistyczny z gościnnymi zwrotkami Ostrowskiego. Ponadto w 2009 wyprodukował płytą Cadillaca Dale’a – So Fly oraz dziewięć piosenek na album Familii H.P. – 42.
W 2010 za album O.c.b. uzyskał nagrodę polskiego przemysłu fonograficznego Fryderyka w kategorii album roku hip-hop/R&B. 26 lutego 2010 wydał album pl. Tylko dla dorosłych, który promował teledyskami „Śpij spokojnie” i „Track 12”. Płyta dotarła do 1. miejsca listy OLiS. Album otrzymał status platynowej płyty, sprzedając się w nakładzie 30 tys. egzemplarzy. Za płytę uzyskał nominację do Superjedynki. Wcześniej gościł na płytach: PMM (Rap, stresy, hulana, interesy), Pyskatego (Pysk w pysk) i Lukatricks (Czarne złoto). W międzyczasie wyprodukował minialbum Repsa – So Much More, a także siedem piosenek na płytę Greena – Kryptonim monolog. W sierpniu, w limitowanym do tysiąca egzemplarzy nakładzie, wydał album pt. Tylko dla dorosłych. Instrumentals. Ponadto do sprzedaży trafił minialbum pt. Eyes Wide Open zespołu Beat Brothers, który utworzył wraz z duetem producenckim The Returners, a także okolicznościowy singel „Komplet” nagrany wraz z Fokusem, Pezetem i Małolatem w ramach promocji cyklicznej imprezy Rap Route. Dwa miesiące później ukazał się wyprodukowany w całości przez O.S.T.R.-a album solowy Abradaba zatytułowany Abradabing. Następnie, 26 listopada ukazał się drugi album duetu POE pod tytułem Złodzieje zapalniczek. Album uzyskał status złotej płyty, sprzedając się w nakładzie 15 tys. sztuk. Z kolei w grudniu na rynku muzycznym ukazał się album Rahima pt. Amplifikacja z remiksem utworu „Pasażer” w wykonaniu Ostrowskiego i Killing Skills. Ponadto wystąpił gościnnie na nielegalu Mediuma pt. Alternatywne źródło energii.

#### 2011–2014

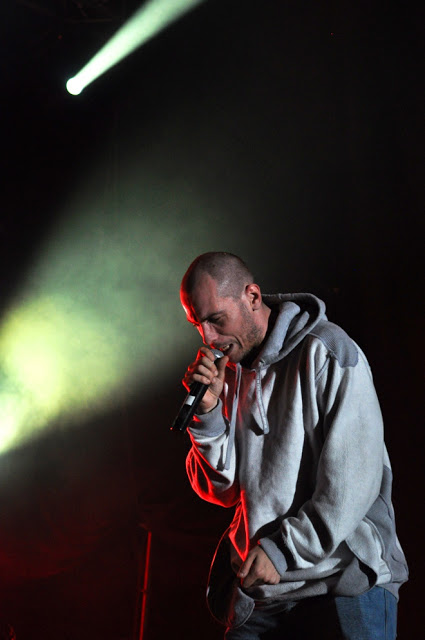
O.S.T.R, 2011

21 lutego 2011 wydał album pt. Jazz, dwa, trzy. Materiał, promowany teledyskiem do utworu „Szpiedzy tacy jak my” uplasował się na drugim miejscu polskiej listy przebojów. Według informacji opublikowanych na łamach serwisu CGM, materiał w przedsprzedaży uzyskał status złotej płyty, sprzedając się w nakładzie 15 tys. egzemplarzy. W 2014 album otrzymał certyfikat platynowej płyty. Za album O.S.T.R. uzyskał nominację do Fryderyka. Jeszcze w 2011 wystąpił gościnnie w utworze pt. „Oddałbym” z albumu grupy Slums Attack pt. Reedukacja. W promowanej teledyskiem piosence wystąpił również Jeru the Damaja. O.S.T.R rapował też na płytach: Echinacea (Echinacea), duetu Moral i Gano (Przeminęło z dymem) oraz Frenchmana (Świadectwo). W międzyczasie skład Tabasko zawiązał się jako oficjalny zespół, przyjmując od składu dodatkowo rapera i beatboxera Zoraka. W 2011 do sprzedaży trafiły także zmasterowany przez rapera album Dioxa i The Returners pt. Logika gry oraz wyprodukowane przez niego w całości nagrania PMM pt. Poza horyzont i Enter – Pomiędzy kamienicami/Liryczny żywjoł.
14 lutego 2012 wydał minialbum pt. Copycats, który nagrał we współpracy z holenderskim raperem i producentem muzycznym Joe Kickassem. Limitowane do 500 egzemplarzy wydawnictwo sprzedało się w ciągu doby. Wcześniej ukazał się album zespołu Endefis pt. Taki będę, na którym znalazły się cztery piosenki wyprodukowane przez Ostrowskiego. Dwa miesiące później, w kwietniu ukazał się debiutancki album studyjny Tabasko pt. Ostatnia szansa tego rapu. Wydawnictwo w kilka tygodniu od premiery uzyskało status złotej płyty, sprzedając się w nakładzie 15 tys. egzemplarzy. Również w kwietniu ukazał się materiał zespołu Familia H.P. pt. Misja, na którym znalazło się sześć utworów wyprodukowanych przez Ostrowskiego. Nagrał także zwrotki do piosenki pt. „Misja”. Następnie zwrotki rapera znalazły się na wydanych w maju płytach: Dioxa i The Returners (Backstage) oraz WhiteHouse (Kodex 4). W październiku pod nazwą zespołu ukazał się drugi album Skill Mega. W międzyczasie zagościł na płycie Palucha pt. Niebo. Natomiast w listopadzie ukazał się album Mediuma pt. Graal z gościnnym udziałem rapera w piosence „Tekst życia”.
26 lutego 2013 premierę miał album pt. Haos, którą nagrał z Hadesem. Intensywna promocja płyty została wsparta przez sześć wideoklipów zrealizowanych do piosenek „Czas dużych przemian”, „Stary Nowy Jork”, „Obsesja”, „Ona i ja”, „Powstrzymać cię” oraz „Mniej więcej”. Dwa teledyski „Czas dużych przemian” i „Stary Nowy Jork” zostały wyróżnione nominacją do Cyber Yacha – nagrody festiwalu Yach Film. Wyróżnione statusem platynowej płyty wydawnictwo uplasowało się na pierwszym miejscu polskiej listy przebojów sprzedając się w nakładzie 30 tys. egzemplarzy.
4 marca 2014 ukazał się album Kartagina, nagrany we współpracy z kanadyjskim producentem  Marco Polo. Album trafił na pierwsze miejsce listy OLiS i otrzymał certyfikat złotej płyty. 1 czerwca 2014 O.S.T.R. udostępnił do pobrania OSTR Beat Pack (zielony) i OSTR Beat Pack (granatowy). To dwa zestawy instrumentalnych utworów do dowolnego, niekomercyjnego wykorzystania, np. jako podkłady we własnej twórczości.

#### 2015–
Kolejna solowa płyta ukazała się 23 lutego 2015 i została zatytułowana Podróż zwana życiem. Znalazła się na pierwszym miejscu listy OLiS, a w 2022 otrzymała podwójną platynową płytę. Również w 2015 ukazała się płyta Growbox, nagrana wspólnie z Jeżozwierzem i Soulpete. Do sprzedaży trafiła 25 września.
26 lutego 2016 miał premierę album Życie po śmierci. Zajął pierwsze miejsce na liście OLiS. W 2023 za ten album O.S.T.R. otrzymał diamentową płytę. W 2016 utwór „O robieniu bitów” z albumu 7 znalazł się w podręczniku do muzyki dla klas szóstych szkoły podstawowej.
W marcu i kwietniu oraz październiku 2017 odbyła się trasa koncertowa Życie po śmierci. Autentycznie, na której prezentowano zaaranżowane akustycznie utwory z albumu Życie po śmierci. Pierwszy koncertowy album O.S.T.R.-a, MTV Unplugged: Autentycznie, ukazał się 28 kwietnia 2017. Dotarł do drugiego miejsca na liście OLiS. W tym samym roku otrzymał certyfikat złotej płyty. W grudniu 2017 O.S.T.R. udostępnił do pobrania kolejny bezpłatny album instrumentalny, przeznaczony dla amatorów tworzących muzykę: OSTR Xmas Beat Pack.
23 lutego 2018 ukazał się album W drodze po szczęście. Zadebiutował na pierwszym miejscu listy OLiS. Jeszcze w tym samym roku poziom sprzedaży przełożył się na podwójną platynową płytę. W marcu i na początku kwietnia odbyła się trasa koncertowa promująca materiał. Objęła ona Poznań, Łódź, Wrocław, Kraków, Warszawę, Szczecin, Gdańsk, Toruń i Katowice.
Rok 2019 to premiera albumu Instrukcja obsługi świrów. Po premierze 22 lutego, w notowaniu na liście OLiS zadebiutował na pierwszym miejscu. 28 maja otrzymał certyfikat platynowej płyty. Koncerty promujące materiał miały miejsce w następujących miastach: Poznań, Szczecin, Wrocław, Kraków, Gdańsk, Lublin, Warszawa (dwa razy), Rzeszów, Łódź, Opole, Katowice. 15 maja O.S.T.R. opublikował autobiografię pt. Brzydki, zły i szczery. Jesienią 2019 O.S.T.R. występował jako stand-uper podczas trasy Please, Stand-up!. Artysta dostrzega cechy łączące tę twórczość z rapem, przejawiające się w komentowaniu rzeczywistości, dwuznacznościach i puentach. 10 października ukazała się płyta Arhytmogenic będąca efektem współpracy z producentem muzycznym Magierą. Zajęła drugie miejsce na liście OLiS.
Solowy album Gniew miał premierę 27 lutego 2020. Na liście OLiS zadebiutował na pierwszym miejscu. W 2021 otrzymał certyfikat platynowej płyty. Zamiast teledysków do wybranych utworów, album był promowanym udostępnionym w trzech rozdziałach filmem w reżyserii Błażeja Jankowiaka. W filmie, łączącym utwory osią fabularną, oprócz rapera wystąpili Eryk Lubos, Eliza Rycembel, Tomasz Włosok i Kali. 11 grudnia 2020 ukazał się drugi album nagrany razem z Hadesem, zatytułowany Hao2. Zadebiutował na pierwszym miejscu listy OLiS i otrzymał certyfikat złotej płyty. Pierwszy koncert z utworami z Hao2 raperzy zagrali 20 lutego 2021 w Chorzowie. Kolejne odbyły się w kwietniu i maju w Warszawie, Wrocławiu, Poznaniu, Łodzi i Krakowie.
9 kwietnia 2022 w hali Atlas Arena w Łodzi odbył się koncert 120 minut z życia, zorganizowany dla uczczenia 20 lat działalności scenicznej O.S.T.R.-a. Wśród gości znaleźli się m.in.: Kochan, Magiera, grupa Afront, Grubson, Hades, Green, Paluch, Tede i Kali.
21 kwietnia 2022 w jednym notowaniu listy OLiS znalazło się jednocześcnie osiem płyt O.S.T.R.-a: 30 minut z życia – sto procent freestyle, Tabasko, Życie po śmierci, Podróż zwana życiem, Masz to jak w banku, Tylko dla dorosłych, 7, Jazz w wolnych chwilach. To pierwszy taki przypadek wśród polskich wykonawców. 9 listopada 2022 O.S.T.R. wydał mixtape 042 requiem, który od razu trafił na pierwsze miejsce na liście OLiS. Rozwinięciem kwietniowego, jubileuszowego koncertu była jesienna trasa 120 minut z życia T.O.U.R.. Raper wystąpił w Warszawie, Poznaniu, Gdańsku, Katowicach, Krakowie i Wrocławiu.
Kolejny studyjny album, Diaporama, ukazał się 12 kwietnia 2023 i zadebiutował na pierwszym miejscu listy OLiS. Album był promowany koncertami w ramach trasy Diaporama Tour w Poznaniu, Gdańsku, Katiwicach, Krakowie, Wrocławiu i Warszawie. Jesienią 2023 O.S.T.R. wziął udział w cyklu multimedialnych spektakli Beksiński.Live. 12 grudnia 2023 odbyła się premiera 042 sequentia, kolejnego mixtape’u artysty. Materiał zajął drugie miejsce na liście OLiS.
Na początku lutego 2024 O.S.T.R. poinformował o zakończeniu współpracy z wytwórnią Asfalt Records, z którą był związany od początku kariery. Kolejny album, nagrany z Młodym Olisadebe i Luck7 Poczekaj, sprawdzę w telefonie, wydał 29 lutego 2024 we własnej wytwórni Tabasko Nagrania. Na liście OLiS album zadebiutował na drugim miejscu. 31 maja 2024 ukazał się kolejny solowy album rapera zatytułowany XX. Na liście OLiS zadebiutował na 87. miejscu.

## Życie prywatne
Jest żonaty z Natalią, pobrali się 17 listopada 2007. Ma dwóch synów: Jana (ur. 2008) i Nikodema (ur. 2014).
W 2015 przeszedł operację rekonstrukcji płuca.
Jest fanem koszykówki oraz kibicuje klubom piłkarskim Real Madryt i ŁKS Łódź.
W 2017 został honorowym obywatelem Łodzi.

## Dyskografia
Albumy studyjne
- Saturator (2000)
- Masz to jak w banku (2001)
- 30 minut z życia (2002)
- Tabasko (2002)
- Jazz w wolnych chwilach (2003)
- Jazzurekcja (2004)
- 7 (2006)
- HollyŁódź (2007)
- Ja tu tylko sprzątam (2008)
- O.c.b. (2009)
- Tylko dla dorosłych (2010)
- Jazz, dwa, trzy (2011)
- Podróż zwana życiem (2015)
- Życie po śmierci (2016)
- W drodze po szczęście (2018)
- Instrukcja obsługi świrów (2019)
- Gniew (2020)
- 042 requiem (2022)
- Diaporama (2023)
- 042 sequentia (2023)
- XX (2024)

## Filmografia
| Tytuł                  | Rok  | Uwagi                                                           | Źródło  |
| ---------------------- | ---- | --------------------------------------------------------------- | ------- |
| Ziomek                 | 2006 | rola dubbingowana, serial animowany, reżyseria: Laurent Nicolas | [ 108 ] |
| Z odzysku              | 2006 | jako raper, reżyseria: Sławomir Fabicki                         | [ 108 ] |
| Need for Speed Payback | 2017 | jako Holtzman, gra komputerowa z serii Need For Speed           | [ 288 ] |

## Nagrody i wyróżnienia
| Rok  | Kategoria                                 | Tytułem                                             | Nagroda                                                       | Nota       | Źródło  |
| ---- | ----------------------------------------- | --------------------------------------------------- | ------------------------------------------------------------- | ---------- | ------- |
| 2002 | Fryderyki – album roku hip-hop/R&B/reggae | Tabasko                                             | Fryderyk                                                      | Nominacja  | [ 32 ]  |
| 2003 | Album roku                                | Jazz w wolnych chwilach                             | Ślizgery                                                      | Laur       | [ 54 ]  |
| 2003 | Osobowość roku                            | O.S.T.R.                                            | Ślizgery                                                      | Laur       | [ 54 ]  |
| 2004 | Estrada                                   | O.S.T.R.                                            | Paszport Polityki                                             | Nominacja  | [ 71 ]  |
| 2004 | Fryderyki – album roku hip-hop/R&B/reggae | Jazzurekcja                                         | Fryderyk                                                      | Nominacja  | [ 68 ]  |
| 2004 | Najlepszy freestyle’owiec                 | O.S.T.R.                                            | Konkurs festiwalu Hip Hop Kemp                                | Laur       | [ 289 ] |
| 2005 | Album hip hop                             | Jazzurekcja                                         | Superjedynki                                                  | Nominacja  | [ 70 ]  |
| 2005 | Najlepsza energia na koncercie            | O.S.T.R.                                            | Bisery 2005 (Nagroda Polskiego Radia BIS)                     | Laur       | [ 106 ] |
| 2005 | Album roku                                | Jazzurekcja                                         | Ślizgery                                                      | Laur       | [ 290 ] |
| 2005 | Wykonawca roku                            | O.S.T.R.                                            | Ślizgery                                                      | Laur       | [ 290 ] |
| 2005 | Polska Płyta Roku                         | Jazzurekcja                                         | Plebiscyt WuDoo i Hip-hop.pl                                  | Laur       | [ 291 ] |
| 2005 | Polski Wykonawca Roku                     | O.S.T.R.                                            | Plebiscyt WuDoo i Hip-hop.pl                                  | Laur       | [ 291 ] |
| 2006 | Najlepszy polski teledysk                 | „Więcej decybeli, by zagłuszyć…”                    | Nagroda MTV Polska                                            | Nominacja  | [ 98 ]  |
| 2006 | Fryderyki – album roku hip-hop/R&B/reggae | 7                                                   | Fryderyk                                                      | Nominacja  | [ 101 ] |
| 2007 | Płyta hip-hop                             | HollyŁódź                                           | Superjedynki                                                  | Nominacja  | [ 292 ] |
| 2007 | Najlepszy polski wykonawca roku 2006      | O.S.T.R.                                            | Plebiscyt WuDoo i Hip-hop.pl                                  | Laur       | [ 105 ] |
| 2007 | Rapowa polska płyta roku 2006             | 7                                                   | Plebiscyt WuDoo i Hip-hop.pl                                  | Laur       | [ 105 ] |
| 2007 | Polski hip-hop i R&B                      | 7                                                   | Asy Empiku                                                    | Nominacja  | [ 293 ] |
| 2007 | Grand Prix                                | „Brother on the Run”                                | Yach                                                          | Nominacja  | [ 294 ] |
| 2007 | Reżyseria                                 | „Brother on the Run”                                | Yach                                                          | Nominacja  | [ 295 ] |
| 2007 | Najlepszy Polski Wykonawca                | O.S.T.R.                                            | MTV Europe Music Awards                                       | Nominacja  | [ 296 ] |
| 2008 | Fryderyki – album roku hip-hop/R&B/reggae | HollyŁódź                                           | Fryderyk                                                      | Laur       | [ 127 ] |
| 2008 | Grand Prix                                | „Jak nie ty, to kto?”                               | Yach                                                          | Laur       | [ 139 ] |
| 2008 | Najlepsza animacja                        | „Jak nie ty, to kto?”                               | Yach                                                          | Nominacja  | [ 139 ] |
| 2008 | Najlepszy wideoklip hip-hopowy            | „Jak nie ty, to kto?”                               | Yach                                                          | Laur       | [ 138 ] |
| 2008 | Inna energia                              | „1980”                                              | Yach                                                          | Nominacja  | [ 139 ] |
| 2008 | Polska Płyta Roku                         | Hollyłódź                                           | Plebiscyt WuDoo i Hip-hop.pl                                  | Laur       | [ 297 ] |
| 2008 | Polski Wykonawca Roku                     | O.S.T.R.                                            | Plebiscyt WuDoo i Hip-hop.pl                                  | Laur       | [ 298 ] |
| 2009 | Postać roku 2008                          | O.S.T.R.                                            | Spinner Polska                                                | Laur       | [ 299 ] |
| 2009 | Fryderyki – album roku hip-hop/R&B/reggae | Ja tu tylko sprzątam                                | Fryderyk                                                      | Nominacja  | [ 132 ] |
| 2010 | Płyta hip-hop                             | Tylko dla dorosłych                                 | Superjedynki                                                  | Nominacja  | [ 168 ] |
| 2010 | Fryderyki – album roku hip-hop/R&B/reggae | O.C.B.                                              | Fryderyk                                                      | Laur       | [ 161 ] |
| 2011 | Najlepszy polski raper                    | O.S.T.R.                                            | Ranking czasopisma Machina                                    | 4. miejsce | [ 300 ] |
| 2012 | Fryderyki – album roku hip-hop/R&B/reggae | Jazz, dwa, trzy                                     | Fryderyk                                                      | Nominacja  | [ 187 ] |
| 2012 | Najlepszy polski producent hip-hopowy     | O.S.T.R.                                            | Ranking czasopisma Machina                                    | Laur       | [ 301 ] |
| 2013 | Cyber Yach                                | „Stary Nowy Jork” (oraz Hades, gościnnie: Jordanów) | Yach                                                          | Nominacja  | [ 214 ] |
| 2013 | Cyber Yach                                | „Czas dużych przemian” (oraz Hades)                 | Yach                                                          | Nominacja  | [ 214 ] |
| 2013 | Reżyseria                                 | „Czas dużych przemian” (oraz Hades)                 | Yach                                                          | Laur       | [ 302 ] |
| 2013 | Najlepsze zdjęcia                         | „Mniej więcej” (oraz Hades)                         | Yach                                                          | Nominacja  | [ 303 ] |
| 2013 | Innowacja                                 | „Mniej więcej” (oraz Hades)                         | Yach                                                          | Nominacja  | [ 303 ] |
| 2014 | Artysta Dekady                            | O.S.T.R.                                            | Plebiscyt WuDoo i Hip-hop.pl                                  | Laur       | [ 304 ] |
| 2015 | Album roku hip-hop                        | Kartagina (oraz Marco Polo)                         | Fryderyki 2015                                                | Laur       | [ 305 ] |
| 2016 | Polski Rap Singiel Roku                   | Hybryd                                              | Plebiscyt WuDoo i Hip-hop.pl                                  | Laur       | [ 306 ] |
| 2016 | Album roku hip-hop                        | Podróż zwana życiem                                 | Fryderyki 2016                                                | Nominacja  | [ 307 ] |
| 2017 | Najlepszy polski wykonawca                | O.S.T.R.                                            | Plebiscyt WuDoo i Hip-hop.pl                                  | 2. miejsce | [ 308 ] |
| 2017 | Polski Rap Singiel Roku                   | „Spowiedź”                                          | Plebiscyt WuDoo i Hip-hop.pl                                  | Laur       | [ 309 ] |
| 2017 | Polska Płyta Roku                         | Życie po śmierci                                    | Plebiscyt WuDoo i Hip-hop.pl                                  | 2. miejsce | [ 310 ] |
| 2017 | Top 10! 2016                              | Życie po śmierci                                    | Rapduma.pl                                                    | 2. miejsce | [ 311 ] |
| 2017 | Top 10 albumów 2016                       | Życie po śmierci                                    | RapGenius.com                                                 | 2. miejsce | [ 312 ] |
| 2017 | Nagroda za druk okładki                   | Życie po śmierci                                    | Złoty gryf 2016                                               | Laur       | [ 313 ] |
| 2017 | Muzyka Polska                             | Życie po śmierci                                    | Bestsellery Empiku                                            | Laur       | [ 314 ] |
| 2017 | Muzyka Popularna                          | Życie po śmierci                                    | O!Lśnienia 2016                                               | Laur       | [ 315 ] |
| 2017 | Album roku hip hop                        | Życie po śmierci                                    | Fryderyki 2017                                                | Laur       | [ 316 ] |
| 2019 | Album roku hip hop                        | W drodze po szczęście                               | Fryderyki 2019                                                | Laur       | [ 317 ] |
| 2021 | —                                         | —                                                   | Nagroda im. Przemysława Gintrowskiego „Za Wolność w Kulturze” | Laur       | [ 318 ] |
| 2025 | Album roku hip hop                        | XX                                                  | Fryderyki 2025                                                | Laur       | [ 319 ] |